# Theobald Böhm
Theobald Böhm, talvolta scritto Boehm (Monaco di Baviera, 9 aprile 1794 – Monaco di Baviera, 25 novembre 1881), è stato un flautista, inventore e compositore tedesco, che perfezionò il flauto traverso e il clarinetto, migliorandone chiavi e diteggiatura. Fu inoltre un flautista virtuoso (fu chiamato il Paganini del flauto), musicista di corte e apprezzato compositore. Le sue innovazioni crearono il moderno flauto da concerto: ingegno versatile, diede il suo nome anche ad invenzioni nel campo tecnico extra-musicale.

## Biografia

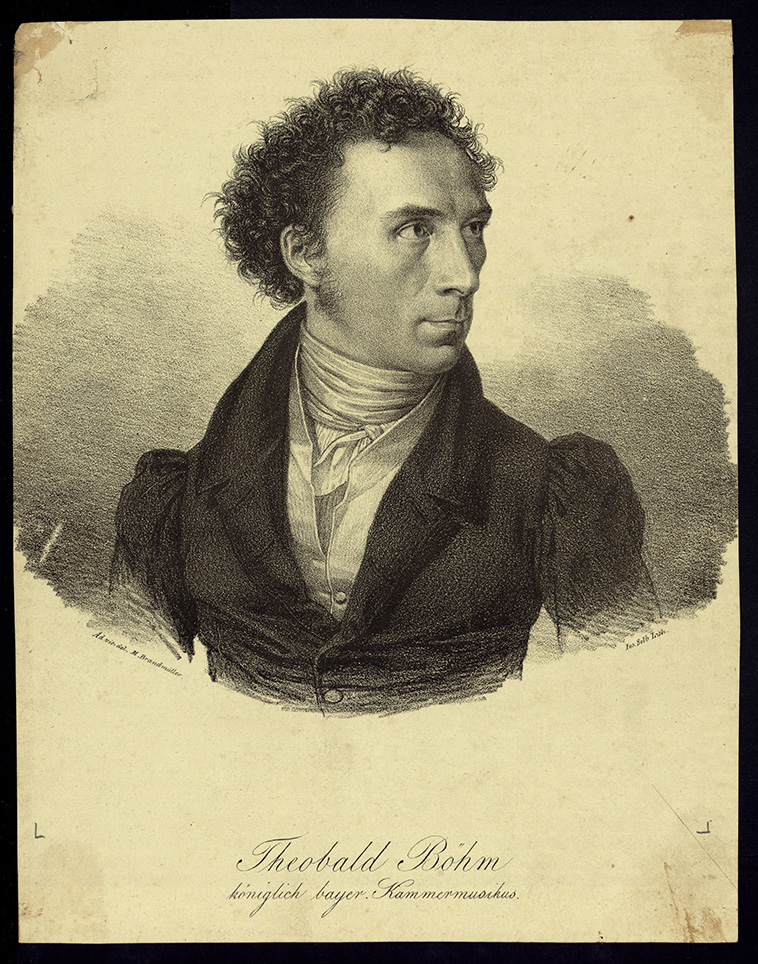
Theobald Böhm ritratto da Michael Brandmüller.

Nato a Monaco di Baviera, Theobald apprese il mestiere del padre, l'orefice Karl Friedrich Böhm e all'età di quattordici anni era un esperto orefice egli stesso.
Appassionato di musica, iniziò con il flauto dolce, passando presto al flauto traverso, costruendo da sé il suo strumento, che copiò da un esemplare prodotto da un fabbricante di Dresda. Per due anni prese lezioni da un suo vicino, flautista in un'orchestra di Monaco, che ripagava fabbricando per lui flauti migliorati. A diciott'anni era in grado di suonare in orchestra, a ventun'anni era primo flauto dell'Orchestra Reale Bavarese. L'attività orchestrale impegnava le sue serate: di giorno continuava a fabbricare flauti e a fare esperimenti usando diversi tipi di legno e metalli (oro, argento, nickel, rame) e modificando posizione e dimensione dei fori.
Una tournée in Europa, dal 1816 al 1818, lo portò in Svizzera e a Strasburgo: la sua prima composizione è del 1822. I numerosi concerti in Germania, Francia e Svizzera lo resero famoso, ma i suoi guadagni non erano sufficienti a supportare la sua famiglia in rapida crescita. Intraprese perciò un viaggio in Inghilterra, dove i flautisti erano molto richiesti, e divenne amico del famoso flautista Charles Nicholson, il cui suono squillante e robusto lo indusse a ulteriori esperimenti e studi di acustica, che perseguì all'Università di Monaco.
Di ritorno in patria, nel 1832 progettò uno strumento che associava il tradizionale corpo conico a un nuovo sistema di chiavi, che portò con sé nella tournée europea dell'anno successivo, promuovendolo in Francia ed Inghilterra dove le sue idee riscossero molti favori.
Intanto trovò il tempo di inventare, assieme all'amico e professore di fisica Karl Emil von Schafhäutl, un nuovo sistema di estrazione del ferro dal minerale grezzo, un campo cui avrebbe dato contributi anche negli anni seguenti.
Tornando in Francia nel 1834 constatò il grande successo del suo strumento in quel paese, che però faticava ad affermarsi in Germania. Di nuovo in patria, introdusse ulteriori migliorie, abbandonando il tradizionale corpo conico in favore di un corpo cilindrico di nuova concezione: il suo nuovo strumento fu brevettato nel 1847, e subito dopo Theobald concesse licenze di fabbricazione ai maggiori fabbricanti europei (tra gli altri: Rudall, Carte and Rose in Inghilterra, Godefroy Aîné e Louis Lot in Francia) iniziando così l'inarrestabile marcia del suo nuovo sistema.  Un suo flauto fu mostrato all'Esposizione di Londra del 1851. Per tutto il resto dell'800 il nuovo flauto ricevette commenti contrastanti e cominciò a diffondersi davvero soltanto a partire dall'inizio del '900, soprattutto grazie ai flautisti formati nella scuola francese dell'epoca (Paul Taffanel, Philippe Gaubert, Marcel Moyse...) che l'aveva adottato.
Nel suo trattato del 1871 Die Flöte und das Flötenspiel (Il flauto e l'arte di suonarlo) egli descrisse i principi acustici, tecnici e artistici del suo sistema, che fu poi applicato con successo anche ai clarinetti e ad altri strumenti: ad esempio, i sassofoni e gli altri strumenti della famiglia dei legni adottarono sistemi di chiavi derivati dal suo; i flauti moderni adottano a tutt'oggi il suo progetto, a meno di alcune minori modifiche.
Personalità eclettica, Boehm legò il suo nome ad altre invenzioni in campi molteplici, dalla fabbricazione dei pianoforti e dei violoncelli, ad un tipo di ciminiera per treni a vapore, ad un telescopio per individuare gli incendi.
In tarda età si dedicò all'invenzione e al perfezionamento di uno strumento completamente nuovo appartenente alla famiglia dei flauti e dotato del suo sistema di chiavi, il flauto traverso contralto.
Theobald Boehm morì a Monaco di Baviera il 25 novembre 1881, alla veneranda età di 87 anni.

## I perfezionamenti di Böhm
I maggiori perfezionamenti apportati da Böhm al suo strumento sono due:
- L'uso di un corpo cilindrico al posto del tradizionale corpo inversamente conico (ancora utilizzato nei moderni ottavini). Böhm superò la principale difficoltà, consistente nell'intonazione delle ottave, introducendo una lieve conicità nella testata.
- L'invenzione di un sistema di chiavi che, nel migliorare l'ergonomia dello strumento, gli permise di posizionare e dimensionare i fori in maniera acusticamente ottimale, che determinò attraverso considerazioni teoriche ed esperimenti pratici.

Il risultato fu uno strumento dall'intonazione più facile e molto più sonoro grazie alla cameratura cilindrica e al grande diametro dei fori.

## Opere
- Die Flöte und das Flötenspiel in akustischer, technischer und artistischer Beziehung, Zimmermann, Francoforte, 1980 (ristampa dell'edizione Leipzig 1870)
- Pasquale Esposito (a cura di), Il flauto nei suoi aspetti acustici, tecnici e artistici di Theobald Böhm, con saggio introduttivo di Gianluca Petrucci, traduzione di Giuseppe Esposito, Milano, Conservatorio della Musica di Milano, 2006,  p. 158.
- Über den Flötenbau und die neuesten Verbesserungen desselben, Schott, Magonza, 1847